# Коннолли, Дж. Дж.
Дж. Дж. Коннолли (англ. J. J. Connolly) — автор двух криминальных романов, «Слоёный торт» и его продолжения «Viva La Madness». Он также написал сценарий к фильму, основанному на его романе. Также он появился в роли букмекера Барри в фильме «Костолом».

## Романы
Его первый роман, «Слоёный торт», был впервые опубликован в Duckworth Press в 2000 году. Действия в книге происходят в Лондоне 1990-х годов и рассказываются безымянным 29-летним наркоторговцем («Если бы вы знали моё имя, вы были бы столь же умны, как и я»), который планирует покинуть криминальную игру позади в возрасте тридцати лет, чтобы жить жизнь «джентльмена на отдыхе». Его пенсионный план, однако, осложняется крупной партией украденного экстази, немецкими неонацистами, которые хотят его вернуть и отомстить всем, кто ответственен за кражу, непредсказуемыми и часто возмутительными личностями своих друзей, и его боссом, вором в законе Джимми Прайсом, который поручил ему задачу вернуть дочь богатого светского льва.
Его второй роман, «Viva La Madness», был опубликован в 2011 году и продолжается после первого, в котором остаётся только два персонажа: безымянный рассказчик и его сообщник, Джимми Мортимер, ака Морти. Он начинается на Карибах, когда Морти пытается завербовать сопротивляющегося рассказчика назад в Лондон и к преступному бизнесу как супер-продавца, и ближе к синдикату Великобритании.

## Адаптации
В 2004 году, «Слоёный торт» был адаптирован в полнометражный фильм режиссёра Мэттью Вона. Коннолли написал сценарий к фильму, и хотел изобразить персонажа Лаки в фильме. Продюсерами фильма выступили Адам Болинг, Дэвид Рид и Вон, Мэттью. В главной роли снялся  Дэниэл Крейг.  Фильм получил положительные отзывы. Его рейтинг на Кинопоиске составляет 7,2/10, а в IMDb - 7,3/10. 
В 2017 году, Конноли адаптировал второй роман "Вива Безумие" в одноименный сериал. Продюсерами фильма являются Питер МакЭлис, Стив Чэсман и Джейсон Стейтем. Производством занялась крупнейшая стриминговая платформа Netflix. Дата выпуска сериала в настоящее время неизвестна. 

## Прочие факты
Дж.Дж. Конноли признался в интервью GQ, что получал через своих издателей очень откровенные сексуальные письма от поклонников из женских тюрем.

Большинство фактов и событий из романа "Слоёный торт" являются правдой, а сам автор общался с тюремными заключенными перед написанием романа